# .mv
.mv is het achtervoegsel van domeinen van websites uit de Maldiven. Dit Top-level-domein wordt overwegend gebruikt door de overheid van de Maldiven. Kleinere organisaties en bedrijven geven meestal de voorkeur aan een generieke TLD zoals .com of .net.